# Stefan Meller
Stefan Meller (n. 4 iulie 1942, Lyon - d. 4 februarie 2008, Varșovia) a fost un politician, diplomat polonez, istoric, profesor de științe umaniste și ministru de externe al Poloniei între anii 2005–2006.
În 1966 a absolvit facultatea de istorie din cadrul Universității din Varșovia. Între anii 1966–1968 a activat în cadrul Institutului Polonez de Relații Externe. A condus săptămânalul „Forum” și a lucrat la Arhiva Națională a Poloniei.
A îndeplinit funcția de ambasador a Republicii Polone în Franța (1996-2001) și Rusia (2002-2005). 